# Handelslaget KPO
Handelslaget KPO grundades år 1906 och är det första regionhandelslaget i Finland . Det hör till S-gruppens största regionhandelslag med en årsförsäljning på 750 milj. euro . Handelslaget KPO verkar inom ekonomiområdet Karleby, Vasa, Jakobstad och Ylivieska. KPO bedriver markethandel och bränsle-, rese- och förplägnads- samt bilhandel.   KPO sysselsätter cirka 1700 arbetstagare direkt inom service-branschen och köper produkter och tjänster av över 2 400 österbottniska företag för totalt över 100 miljoner euro .
Handelslaget KPO ägs av kunder som använder KPO:s tjänster. KPO har över 110 000 ägarkunder som fick totalt cirka 25 milj. euro Bonus, betalningssättsförmån och ränta på andelskapitalet år 2015  . KPO har som uppgift att producera konkurrenskraftiga tjänster och förmåner för sina ägarkunder. KPO använder sin ekonomiska framgång på en hållbar utveckling av verksamhetsnätet och till ägarkundernas förmån. KPO:s etiska värderingar är kundorientering, resultatinriktning, förnyelse och ansvarstagande. 